# Kółko graniaste
Kółko graniaste – krótka piosenka i jednocześnie rodzaj wyliczanki dla młodszych dzieci, zasadniczo 2-3-letnich, ale także przedszkolnych. Autor melodii i tekstu nie jest znany.

## Przebieg zabawy
Dzieci, wraz z wychowawcą (wychowawcami), chwytają się za ręce i posuwają po obwodzie tak utworzonego okręgu w jednym kierunku, śpiewając: Kółko graniaste / Czworokanciaste (czterokanciaste) / Kółko nam się połamało / Cztery grosze kosztowało / A my wszyscy bęc! Przy ostatnim wersie wszyscy uczestnicy wywracają się w wymyślny sposób, starając się jednak nie przerwać kręgu. Im upadek bardziej efektowny, tym lepiej dla zabawy. Po wstaniu scenariusz powtarzany jest od nowa dowolną liczbę razy, limitowaną temperamentem uczestników.

## Geneza
Zabawa wywodzi się ze średniowiecznego francuskiego tańca kołowego o nazwie Carole, który ma rodowód w obyczajach pogańskich i świętach przesilenia zimowego. Polegał na pląsach w kręgu z trzymaniem się za ręce. 
Słowo graniasty pochodzi w tym wypadku od rzeczownika grań i oznacza koło kanciaste; następna linijka doprecyzowuje, że są cztery kanty. Koło mające kanty (wierzchołki) jest obiektem niemogącym istnieć z geometrycznego punktu widzenia, więc piosenka jest logicznie sprzeczna.